# 雷氏擬白魚
雷氏擬白魚（学名：Alburnoides recepi）為輻鰭魚綱鯉形目雅羅魚科擬白魚屬的其中一種，分布於亞洲土耳其幼發拉底河流域，體長可達7.6公分，棲息在水流快速、礫石底質的河川底中層水域，生活習性不明。

## 扩展阅读
維基物種上的相關：雷氏擬白魚